# حكاية سمر (مسلسل)
حكاية سمر هو مسلسل تركي من إنتاج سنة 2006.عرض على الشاشة التركية atv باسم Aşka Sürgün ومعناه حب في المنفى. في عام 2012، صدرت النسخة المدبلجة من المسلسل باللهجة السورية وعرض باسم حكاية سمر على قناة دبي وان.

## القصة
على الرغم من أنه ينحدر من عائلة شرقية، فقد نشأ هزار عزيز أوغلو كشخص غربي وعاش بهذه الطريقة طوال حياته. تتغير حياته إلى الأبد عندما يُقتل شقيقه، ولا يستطيع العودة إلى سابق عهده أبدًا. الثأر الدموي الذي كان يسمع عنه أحيانًا من جدته مثل قصة خيالية بعيدة أصبح فجأة واقعه الوحيد.

## البطولة
- بيرين سات ... (زيلان)
- محسن كيرميزيجول ... (هازار )
- اسيل تاندوجان ... (ديلان) شقيقة زيلان
- فرات تانيس ... (ريسل) شقيق زيلان
- باحري بيات ... (عزام) والد زيلان
- عزت جوناي ... (حسن) والد هازار
- دنيس جوكسر ... (بيرين) والدة هازار
- حسين افني ... (نزار) عم هازار